# Félix Mayer
Félix Mayer, né le 29 octobre 1901 à Creutzwald-la-Croix et mort le 11 mai 1972 à Metz, est un homme politique français.

## Biographie
Fils d'un mineur de lorraine, Félix Mayer est orphelin de père à l'âge de quatre ans. Il suit des études dans des établissements catholiques, décroche le baccalauréat, et travaille dans une société d'électricité de Creutzwald avant son service militaire, qu'il prolonge avec un engagement dans la réserve militaire.
Mobilisé comme officier au début de la Seconde Guerre mondiale, il participe ensuite à la Résistance. Son engagement lui vaut ensuite la croix de guerre et la légion d'honneur à titre militaire.
Nommé maire de Creutzwald en 1944, il est réélu à cette fonction l'année suivante, à la tête d'une municipalité de centre-gauche, avec participation du MRP. En 1945 toujours, il est élu conseiller général de la Moselle, dans le canton de Bouzonville. Il est ensuite constamment réélu à ces deux mandats. Il se présente aux élections comme « républicain indépendant », tout en restant très proche du MRP.
C'est d'ailleurs avec le soutien de ce parti qu'il se présente aux élections législatives de 1958 dans la cinquième circonscription de la Moselle, avec la particularité de se prononcer explicitement contre l'armement nucléaire. Arrivé largement en tête du premier tour, avec 49,4 %, il est facilement élu au second, avec 57 % des voix, malgré le maintien d'un candidat de droite « indépendant ».
Apparenté au groupe du Centre démocrate, il s'intéresse surtout aux questions liées à l'équipement scolaire et sportif et à la défense du monde minier.
Comme la plupart des élus du centre-droit, il s'éloigne progressivement du soutien à la politique de Charles de Gaulle, et vote pour la motion de censure contre le gouvernement Pompidou, qui provoque les législatives anticipées de 1962.
Malgré le soutien tacite de la SFIO, qui ne présente pas de candidat dans sa circonscription, Félix Mayer est battu dès le premier tour, ne recueillant que 32,9 % des voix contre 60,3 % au gaulliste Julien Schvartz.
Il ne tente pas de retrouver son siège, et se consacre à ses mandats locaux jusqu'en décembre 1971, où il doit renoncer à la vie publique du fait de son état de santé.